# Vasos canopos de la princesa Nesjons

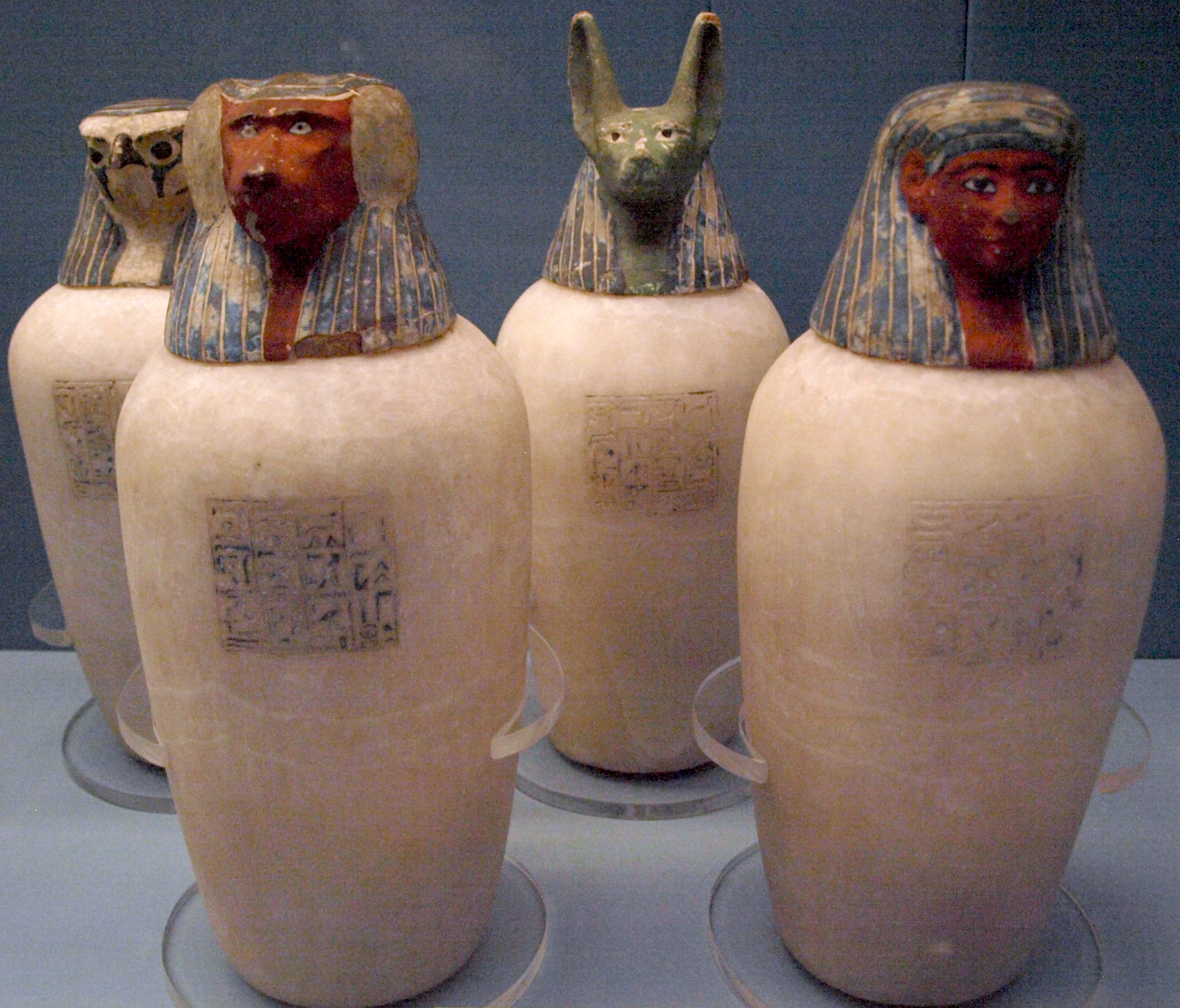
Instantánea de los Vasos canopos de la princesa Nesjons, en el Museo Británico, (Londres).

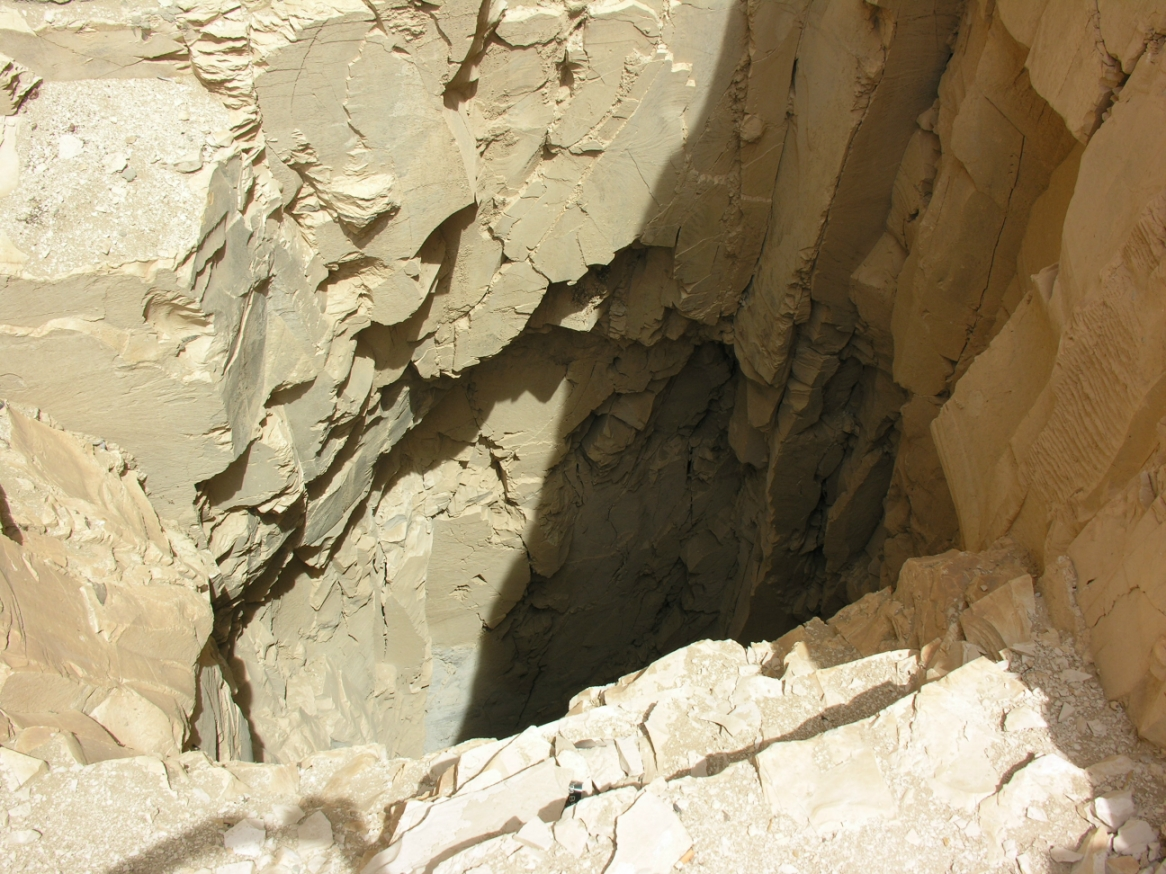
Entrada a la tumba DB320, situada en Deir el-Bahari.

Los vasos canopos de la princesa Nesjons son unos vasos funerarios de alabastro elaborados durante la Dinastía XXI, que dio comienzo al Tercer periodo intermedio de Egipto.

## Hallazgo
El vaso canopo fue hallado en la tumba DB320, situada en Deir el-Bahari, en la necrópolis de Tebas, frente a Luxor. Es un escondrijo extraordinario que contiene restos de momias y del equipo fúnebre de más de cincuenta reyes, reinas, familiares y de varios nobles. 

## Simbología
Los vasos canopos son los recipientes donde en el Antiguo Egipto se depositaban las vísceras de los difuntos, lavadas y embalsamadas, para mantener a salvo la imagen unitaria del cuerpo. Estos vasos se introducían en una caja de madera que, durante el cortejo fúnebre, era transportada en un trineo.
Estos vasos contienen los órganos internos de Nesjons, también conocida como Nsikonsou o Neshons, princesa durante la XXI dinastía de Egipto, hija de Esmendes II, y Henuttauy II y esposa de Pinedyem II, sumo sacerdote de Amón en Tebas de c. 990 a 969 a. C. Según su ADN, Nesjons era descendiente de Pianj (f. 1070 a. C.).

## Conservación
- Los vasos canopos se exhiben de forma permanente en el Museo Británico, de (Londres), con el número de inventario EA 59197-59200.

## Características
- Forma: Vasos Canopos de formas Antropomorfa y Zoomorfas.
- Técnica: Tallado y pulido.
- Estilo: Arte egipcio.
- Material: alabastro (piedra veteada).
- Altura: 36,50 centímetros.